# Campeonato Goiano
Het Campeonato Goiano is het staatskampioenschap voetbal van de Braziliaanse staat Goiás. Goiás is een grote uitgestrekte maar ook dunbevolkte staat. Op nationaal niveau heeft alleen Goiás indruk kunnen maken. De club speelt praktisch altijd in de hoogste klasse. In 2006 debuteerde de club zelfs in de Copa Libertadores. Andere clubs haalden zelden de hoogste divisie. Door deze prestatie neemt Goiás de achtste plaats in op de CBF-ranking, één plaats lager dan in 2020. Deze notering geeft drie ploegen uit de staat het recht op een plek in de eerste ronde van de nationale Série D, de ploegen die al in hogere divisies spelen niet meegerekend. Tot 2015 waren dit slechts twee ploegen die de staat mocht sturen.

## Geschiedenis
In 1944 ging de staatscompetitie van start met vijf teams. Atlético werd de eerste kampioen. De club speelde de finale tegen Goiânia. Beide clubs zouden tot 1960 de titels onder elkaar verdelen. In 1962 werd de competitie geprofessionaliseerd en konden teams ook aan competities buiten de staat deelnemen. De hegemonie van Atlético en Goiânia werd doorbroken. Na de opening van het Estádio Serra Dourada, thuishaven van Goiás EC nam deze club het roer over en werd de grootste club van de staat.

## Nationaal niveau
Bij de invoering van de eerste nationale competitie, de Taça Brasil in 1959 mocht de staat geen vertegenwoordiger sturen omdat het nog steeds een amateurcompetitie was. Vanaf 1963 tot 1968 stuurde de staat elk jaar de kampioen, Atlético en Vila Nova gingen elk twee keer, Anápolis en Goiânia elk één keer. Bij het rivaliserende kampioenschap, Torneio Roberto Gomes Pedrosa (1967-1970), waaraan meerdere clubs uit de sterkere competities mochten deelnemen was er geen plaats voor de clubs uit Goiás. Bij de start van de Série A was de staat er ook niet bij, pas van 1973 tot 1986 had de club elk jaar enkele rechtstreekse deelnemers. Goiás speelde in 1973 voor het eerst in de Série A. Tot 2010 speelde de club met drie onderbrekingen van telkens een jaar in de Série A. Na twee jaar Série B keerde de club in 2013 terug naar de Série A. Een vierde plaats in 1996 is de beste notering voor de club. Atlético en Vila Nova speelden elk zeven seizoenen in de Série A. Anapolina en Goiânia elk vier en Itumbiara een. Nadat de staat de rechtstreekse deelnemers verloor in 1986 kon buiten vaste waarde Goiás enkel Atlético nog in de Série A spelen, de laatste keer van 2010 tot 2012. Goiás degradeerde in 2015 uit de Série A. Atlético werd in 2016 kampioen van de Série B en keerde zo terug naar de Série A, maar werd allerlaatste. Goiás promoveerde in 2018 opnieuw, de twee stadsrivalen streden toen ook tot het laatste moment mee voor de promotie. Nadat Atlético in 2019 kon promoveren, degradeerde Goiás in 2020, maar kon meteen terugkeren.
Verschillende clubs speelden in de Série B, waar tot begin jaren negentig ook nog steevast een vaste deelnemer was. Vila Nova is met 22 seizoenen daar de koploper, gevolgd door Atlético met vijftien seizoenen en Anapolina met dertien seizoenen. Anapolina speelde in 2005 de laatste keer in de Série B, Vila Nova degradeerde in 2019 terwijl Atlético dat jaar promoveerde. Vila Nova promoveerde na één seizoen weer.
Met acht seizoenen is Atlético koploper in de Série C voor de staat. Na de invoering van de Série D in 2009, werd het opzet van de Série C nu dat van de Série D waardoor de staat elk jaar twee deelnemers mag afleveren. CRAC en Aparecidense zijn de enige clubs die promotie konden afdwingen, Vila Nova speelde er ook enkele seizoenen.

## Winnaars
- 1944 Atlético Goianiense
- 1945 Goiânia
- 1946 Goiânia
- 1947 Atlético Goianiense
- 1948 Goiânia
- 1949 Atlético Goianiense
- 1950 Goiânia
- 1951 Goiânia
- 1952 Goiânia
- 1953 Goiânia
- 1954 Goiânia
- 1955 Atlético Goianiense
- 1956 Goiânia
- 1957 Atlético Goianiense
- 1958 Goiânia
- 1959 Goiânia
- 1960 Goiânia
- 1961 Vila Nova
- 1962 Vila Nova
- 1963 Vila Nova
- 1964 Atlético Goianiense
- 1965 Anápolis
- 1966 Goiás
- 1967 Crac
- 1968 Goiânia
- 1969 Vila Nova
- 1970 Atlético Goianiense
- 1971 Goiás
- 1972 Goiás
- 1973 Vila Nova
- 1974 Goiânia
- 1975 Goiás
- 1976 Goiás
- 1977 Vila Nova
- 1978 Vila Nova
- 1979 Vila Nova
- 1980 Vila Nova
- 1981 Goiás
- 1982 Vila Nova
- 1983 Goiás
- 1984 Vila Nova
- 1985 Atlético Goianiense
- 1986 Goiás
- 1987 Goiás
- 1988 Atlético Goianiense
- 1989 Goiás
- 1990 Goiás
- 1991 Goiás
- 1992 Goiatuba
- 1993 Vila Nova
- 1994 Goiás
- 1995 Vila Nova
- 1996 Goiás
- 1997 Goiás
- 1998 Goiás
- 1999 Goiás
- 2000 Goiás
- 2001 Vila Nova
- 2002 Goiás
- 2003 Goiás
- 2004 Crac
- 2005 Vila Nova
- 2006 Goiás
- 2007 Atlético Goianiense
- 2008 Itumbiara
- 2009 Goiás
- 2010 Atlético Goianiense
- 2011 Atlético Goianiense
- 2012 Goiás
- 2013 Goiás
- 2014 Atlético Goianiense
- 2015 Goiás
- 2016 Goiás
- 2017 Goiás
- 2018 Goiás
- 2019 Atlético Goianiense
- 2020 Atlético Goianiense
- 2021 Grêmio Anápolis
- 2022 Atlético Goianiense
- 2023 Atlético Goianiense
- 2024 Atlético Goianiense

### Titels per club
| Club                | Stad      | Titels | Seizoenen |
| ------------------- | --------- | ------ | --- |
| Goiás               | Goiânia   | 28     | (1966, 1971, 1972, 1975, 1976, 1981, 1983, 1986, 1987, 1989, 1990, 1991, 1994, 1996, 1997, 1998, 1999, 2000, 2002, 2003, 2006, 2009, 2012, 2013, 2015, 2016, 2017, 2018) |
| Atlético Goianiense | Goiânia   | 18     | (1944, 1947, 1949, 1955, 1957, 1964, 1970, 1985, 1988, 2007, 2010, 2011, 2014, 2019, 2020, 2022, 2023, 2024)                                                             |
| Vila Nova           | Goiânia   | 15     | (1961, 1962, 1963, 1969, 1973, 1977, 1978, 1979, 1980, 1982, 1984, 1993, 1995, 2001, 2005)                                                                               |
| Goiânia             | Goiânia   | 14     | (1945, 1946, 1948, 1950, 1951, 1952, 1953, 1954, 1956, 1958, 1959, 1960, 1968, 1974)                                                                                     |
| CRAC                | Catalão   | 2      | (1967, 2004) |
| Goiatuba            | Goiatuba  | 1      | (1992) |
| Itumbiara           | Itumbiara | 1      | (2008) |
| Anápolis            | Anápolis  | 1      | (1965) |
| Grêmio Anápolis     | Anápolis  | 1      | (2021) |

## Eeuwige ranglijst
Vetgedrukt de clubs die in 2025 in de hoogste klasse spelen.
| Club                      | Stad                     | /82 | Periode (1944-2025)                                                                                                  |
| ------------------------- | ------------------------ | --- | --- |
| Goiás                     | Goiânia                  | 82  | 1944- |
| Atlético Goianiense       | Goiânia                  | 80  | 1944-2003, 2006- |
| Vila Nova                 | Goiânia                  | 77  | 1944-1950, 1955-2014, 2016-                                                                                          |
| Goiânia                   | Goiânia                  | 62  | 1944-1991, 1993, 1997, 1999-2003, 2005, 2007, 2019-2020, 2023-.                                                      |
| Anapolina                 | Anápolis                 | 56  | 1948, 1950-1951, 1953, 1962-1969, 1975-2012, 2014-2016, 2018-2020                                                    |
| Anápolis                  | Anápolis                 | 54  | 1950-1951, 1953, 1962-1969, 1972-1976, 1978-1989, 1991, 1993-2001, 2003-2005, 2008-2009, 2013-2014, 2016-2018, 2020- |
| Itumbiara                 | Itumbiara                | 44  | 1970, 1972-1990, 1992-2000, 2004-2010, 2012-2013, 2015-2019, 2021                                                    |
| CRAC                      | Catalão                  | 37  | 1966-1970, 1981-1982, 1987, 1993-1999, 2002, 2004-2017, 2019-                                                        |
| Goiatuba                  | Goiatuba                 | 35  | 1971-1982, 1985-1996, 1998-2000, 2002-2006, 2022, 2024-                                                              |
| Jataiense                 | Jataí                    | 29  | 1970-1971, 1976-1979, 1984, 1988, 1990-1999, 2003-2009, 2021-2022, 2024-                                             |
| Santa Helena              | Santa Helena de Goiás    | 23  | 1970, 1972-1976, 1978, 1987-1992, 1994-1998, 2001-2002, 2009-2011                                                    |
| Campinas                  | Goiânia                  | 23  | 1944, 1946-1965, 1971-1972                                                                                           |
| Rio Verde                 | Rio Verde                | 20  | 1975-1978, 1980-1988, 1990, 1994-1995, 2012-2013, 2017-2018                                                          |
| Inhumas                   | Inhumas                  | 20  | 1947, 1950, 1962-1970, 1972, 1975-1976, 1992-1995, 2023, 2025-                                                       |
| Goianésia                 | Goianésia                | 19  | 1971, 1984, 1986, 2000-2001, 2011-2017, 2019-                                                                        |
| Aparecidense              | Aparecida de Goiânia     | 19  | 1997, 2005-2006, 2009, 2011-                                                                                         |
| Grêmio Anápolis           | Anápolis                 | 15  | 2001-2006, 2013-2015, 2018-2023                                                                                      |
| América                   | Morrinhos                | 14  | 1959, 1970, 1972, 1986, 1988-1997                                                                                    |
| Mineiros                  | Mineiros                 | 13  | 1977-1979, 1989-1993, 2005-2009                                                                                      |
| Novo Horizonte            | Ipameri                  | 13  | 1973, 1988-1993, 2001-2004, 2008, 2019                                                                               |
| Ipiranga                  | Anápolis                 | 12  | 1953, 1961-1969, 1972, 1978                                                                                          |
| Ceres                     | Ceres                    | 11  | 1967, 1969-1970, 1984-1989, 1992-1993                                                                                |
| Iporá                     | Iporá                    | 8   | 2017-2024 |
| Trindade AC               | Trindade                 | 8   | 2007-2011, 2014-2016                                                                                                 |
| Rioverdense               | Rio Verde                | 8   | 1999-2004, 2006-2007                                                                                                 |
| Botafogo de Goiânia       | Goiânia                  | 8   | 1948-1954, 1963 |
| Ferroviário               | Goiânia                  | 8   | 1958-1965 |
| Caldas                    | Caldas Novas             | 7   | 1993-1996, 1998, 2000-2001                                                                                           |
| Morrinhos                 | Morrinhos                | 6   | 2010-2012, 2022-2024                                                                                                 |
| Quirinópolis              | Quirinópolis             | 6   | 1989-1994 |
| Botafogo de Buriti Alegre | Buriti Alegre            | 6   | 1961-1966 |
| Sírio Libanês             | Goiânia                  | 5   | 1955-1959 |
| Pires do Rio              | Pires do Rio             | 4   | 1952, 1991-1992, 1994                                                                                                |
| Goianás                   | Nova Veneza              | 4   | 1956-1959 |
| Nacional                  | Itumbiara                | 4   | 1968, 1982, 1984-1985                                                                                                |
| Real                      | Itumbiara                | 4   | 2001-2004 |
| Canedense                 | Senador Canedo           | 3   | 2007-2008, 2010 |
| São Luís                  | São Luís de Montes Belos | 3   | 1963-1964, 1970 |
| Luziânia                  | Luziânia                 | 3   | 1993-1995 |
| São Luís de Goiânia       | Goiânia                  | 3   | 1955-1957 |
| Santa Rita                | Goiânia                  | 3   | 1959, 1962-1963 |
| Monte Cristo              | Goiânia                  | 3   | 1981-1982, 1985 |
| Bom Jesus                 | Bom Jesus de Goiás       | 3   | 1997-1999 |
| Jaraguá                   | Jaraguá                  | 2   | 2020-2021 |
| Piracanjuba               | Piracanjuba              | 2   | 1992, 1994 |
| União Inhumas             | Inhumas                  | 2   | 2000-2001 |
| São Paulo                 | Goiânia                  | 2   | 1956-1957 |
| Nova Vila                 | Goiânia                  | 2   | 1955-1956 |
| Flamengo                  | Anápolis                 | 2   | 1950-1951 |
| São Francisco             | Anápolis                 | 2   | 1951, 1953 |
| Grêmio Anapolino          | Anápolis                 | 2   | 1970-1971 |
| Anápolis Sport            | Anápolis                 | 2   | 1946-1947 |
| Uruaçu                    | Uruaçu                   | 1   | 1995 |
| Trindade                  | Trindade                 | 1   | 1963 |
| Minaçu                    | Minaçu                   | 1   | 2000 |
| Itapuranga                | Itapuranga               | 1   | 1995 |
| Independente              | Goiás                    | 1   | 1974 |
| Riachuelo                 | Goiânia                  | 1   | 1965 |
| Vila Coimbra              | Goiânia                  | 1   | 1963 |
| Caldas Nova               | Caldas Novas             | 1   | 2015 |
| Buriti                    | Buriti Alegre            | 1   | 1963 |
| Aparecida                 | Aparecida de Goiânia     | 1   | 2000 |
| ABECAT                    | Ouvidor                  | 1   | 2025- |

1. ↑  Vila Nova speelde in 1947 als Operário FC en in 1949 en 1950 als Araguaia FC
2. ↑  Anápolis speelde in 1950 als União Operária
3. ↑  Campinas speelde van 1946-1948 als Associação Bancária de Goiás, van 1949 tot 1954 als União Esportivo Comércio e Indústria, van 1955 tot 1957 als Associação Mariana de Esportes en van 1958 tot 1964 als Associação Campineira de Esportes
4. ↑  Grêmio Anápolis speelde van 2001 tot 2005 in de stad Inhumas als Grêmio Inhumense